# Ishikari (fiume)
L'Ishikari (石狩川, Ishikari-gawa) è uno dei principali fiumi del Giappone. Scorre nell'isola di Hokkaidō attraversando le città di Asahikawa e Sapporo. Nasce sul Monte Ishikari ed è lungo 268 km. Il bacino idrografico è di 14.330 km².